# ねじれた絆
『ねじれた絆 -赤ちゃん取り違え事件の十七年-』（ねじれたきずな あかちゃんとりちがえじけんのじゅうななねん）は、奥野修司によるノンフィクション作品。

## 概要
第二次ベビーブームだった高度経済成長期に多発し、社会問題とまでなった「赤ちゃん取り違え事件」。1971年に当時米国施政下の沖縄で実際に起きた赤ちゃん取り違え事件を、日本施政下に入れ替わった後の1977年の発覚から、当時週刊誌記者であった奥野修司が実に25年間取材し続けたノンフィクションのドキュメンタリー作品。
二度のテレビドラマ化のほか、第66回カンヌ国際映画祭審査員賞を受賞した映画『そして父になる』の参考文献でもある。

## 書誌情報
- 奥野修司 「ねじれた絆-赤ちゃん取り違え事件の十七年」（1995年5月25日、新潮社） ISBN 9784104049011
- 奥野修司 「ねじれた絆-赤ちゃん取り違え事件の十七年」（2002年10月10日、文春文庫） ISBN 9784167656416

## テレビドラマ

### 2004年版
2004年4月21日21:00 - 22:54（JST）にTBS系列「水曜プレミア」で『ねじれた絆〜赤ちゃん取り違え事件の真実〜』のタイトルで放送された。

#### ストーリー
宇野夫妻の長女で、幼稚園に通う6歳の里美（美山加恋）は、小学校就学時健診での血液検査でA型と診断された。しかしそれは、O型とB型の夫妻の血液型からは絶対に産まれることのない、ありえない血液型だった。再度検査をするが結果は同じであった。原因は、出生時に病院で起こったミスによる新生児取り違えであった。
6年間我が子と信じて育ててきた娘が、実は他人の子供。その時から始まった、親達と子供達の複雑な悲劇を描いていく。

#### キャスト（2004年版）
- 宇野 幸子：賀来千香子
- 宇野 剛：辰巳琢郎
- 宇野 里美：美山加恋（子役）
- 磯田 美千代：池上季実子（友情出演）
- 磯田 信夫：六平直政
- 磯田家 家長：穂積隆信
- 磯田 実：斉藤晶（子役）
- 磯田 成子：工藤あかり（子役）
- 中岡 明子：日向明子
- 笹川 礼子：若原瞳
- 小川 次郎：小宮孝泰
- 高橋院長：斉藤暁
- 丸山事務長：光石研
- 小川真美子：松井紀美江
- 宮里弁護士：伊藤洋三郎
- 加藤弁護士：渡辺哲
- 町山記者：美木良介
- 絵沢萌子、大河内浩、森下哲夫、三波伸一、櫻井ゆか、桜井明美、しらたひさこ、柳子小春、村山紗弥、宇高凌明、森康子、来須修二、上野太、小野敦子、尾道凛、明神幸枝

#### スタッフ（2004年版）
- 原作：奥野修司「ねじれた絆 赤ちゃん取り違え事件の十七年」（新潮社、文春文庫刊）
- 脚本：佐伯俊道、山田立
- 監督：水谷俊之
- プロデューサー：吉田由二
- 音楽：岩戸崇
- 撮影：志賀葉一
- 編成：木村理津
- 技術協力：ビデオフォーカス
- 企画協力：文藝春秋
- 制作：スイート・ベイジル
- 製作・著作：TBS

#### 撮影協力
- 静岡県田方郡戸田村（現・沼津市）
  - 戸田村役場
  - 戸田村観光協会
  - 戸田漁業協同組合
  - 戸田村立戸田小学校
- 静岡県伊豆市
  - ペンションマリンメイツ
  - 土肥町観光協会
- 静岡県富士宮市
- フィルム・コミッション伊豆
- 千島観光汽船
- ホテル日航成田、ホテル日航ウインズ成田
- よみうりランド
- 東海旅客鉄道

### 2013年版
2013年10月11日21:00-22:52（JST）にフジテレビ系列「金曜プレステージ」枠で実録ドラマスペシャル『ねじれた絆 赤ちゃん取り違え事件 42年の真実』のタイトルで9年半ぶりの放送された。
実際に我が子を取り違えられた当事者たちへのインタビューを基にしたドキュメント部分と、事件発生から2つの家族の生活を忠実に追ったドラマ部分で構成されるドキュメンタリードラマとなっている。当事者たちはこれまですべて仮名でテレビ出演をしてきたが、今回初めて実名で顔を出して出演することとなり、ドラマ部分の役名も実名が使用されている。ドキュメント部分のナレーションは板谷由夏と滝藤賢一が務めている。

#### キャスト（2013年版）
主要人物
- 稲福スミ子：板谷由夏
- 島袋公子：西田尚美
- 稲福美由紀（島袋美由紀）：熊田聖亜
- 島袋初美（稲福真奈美）：庵原涼香
- 島袋美由紀（中学生以降）：未来穂香
- 稲福真奈美（中学生以降）：草刈麻有

稲福家（初美→真奈美の実の家族）
- 稲福茂美：ゴリ（ガレッジセール）
- 稲福健一：庵原匠悟

島袋家（美由紀の実の家族）
- 島袋清徳：光石研
- 島袋和泉：熊田胡々
- 島袋めぐみ：吉村唯
- 島袋幸美：松浦梨結

その他
- 織田：升毅
- 織田芙美子：吉田羊
- 産婦人科医：北見敏之
- 病院側弁護士：東根作寿英
- 島袋ハル：大方斐紗子
- 稲福礼子：朝加真由美
- 奥野修司：滝藤賢一

#### スタッフ（2013年版）
- 原作：奥野修司「ねじれた絆 赤ちゃん取り違え事件の十七年」（文春文庫刊）
- 脚本・演出・編集：及川博則（ライス）
- 編成企画：太田大
- ロケ協力：三浦市営業開発課、みうら映画舎、木更津市　ほか
- 技術協力：ビデオフォーカス
- 美術協力：フジアール
- プロデューサー：及川博則（ライス）、村上浩美（ライス）
- 制作：フジテレビ
- 制作著作：ライス

## 関連作品
新生児取り違え事件をテーマにした作品は、過去にも数多く制作されている。
- 日産火曜劇場 木下恵介アワー25「わが子は他人」（1974年、TBS）
- 土曜グランド劇場「ありがとうパパ」（1977年、日本テレビ）
- ドラマ人間模様「絆」（1980年、NHK）
- 月曜ワイド劇場「赤ちゃん取り違え事件」（1982年、テレビ朝日）
- 木曜ゴールデンドラマ「わが子の条件 〜赤ちゃん取り違え事件〜」（1982年、読売テレビ）
- 母と呼ばれて（1984年、東海テレビ）
- 金曜女のドラマスペシャル「悪魔からの通告」（1986年、フジテレビ）
- 花王 愛の劇場「あなただったら?」（1986年、TBS）- 賀来千香子が取り違えられた子として出演
- 土曜ワイド劇場「もう一つの旅路 〜取り違えられた二人の影に哀しみの女〜」（1991年、テレビ朝日）
- 幸福の明日（2000年、東海テレビ）
- そして父になる（2013年、映画）参考文献として「ねじれた絆」が挙げられている。

※作為的に新生児を取り替えた作品は、ここでは除外している。